# El capital en el siglo XXI
El capital en el siglo XXI (en francés: Le Capital au XXIe siècle) es un libro de economía escrito por el economista francés Thomas Piketty en 2013. Se centra en la desigualdad económica en Europa y los Estados Unidos desde el siglo XIX. Fue inicialmente publicado en francés en agosto de 2013 (bajo el título Le Capital au XXIe siècle). En abril de 2014 fue publicada su versión en inglés (Capital in the Twenty-First Century), traducida por Arthur Goldhammer, y su versión en español fue publicada a finales de 2014 por el Fondo de Cultura Económica.
El libro se transformó en un superventas en sus versiones en francés e inglés, y llegó al número uno en la lista de los libros de no ficción del The New York Times en mayo de 2014.

## Contenido
La tesis central del libro es que cuando la tasa de retorno de la inversión en capital es mayor que la tasa de crecimiento económico el resultado es la concentración de la riqueza, y esta desigual distribución de la riqueza causa inestabilidad social y económica. Piketty propone un sistema global de impuestos progresivos a la riqueza para ayudar a reducir la desigualdad y evitar que la gran parte de la riqueza quede bajo control de una pequeña minoría.
El libro argumenta que ha habido una tendencia histórica a una mayor desigualdad que se revirtió entre 1930 y 1975 debido a circunstancias únicas: las dos guerras mundiales, la Gran Depresión y una recesión alimentada por la deuda que destruyeron mucha riqueza, particularmente la propiedad de la élite. Estos acontecimientos llevaron a los gobiernos a tomar medidas para redistribuir los ingresos, especialmente en el período posterior a la Segunda Guerra Mundial. El rápido crecimiento económico mundial de ese tiempo comenzó a reducir la importancia de la riqueza heredada en la economía mundial.

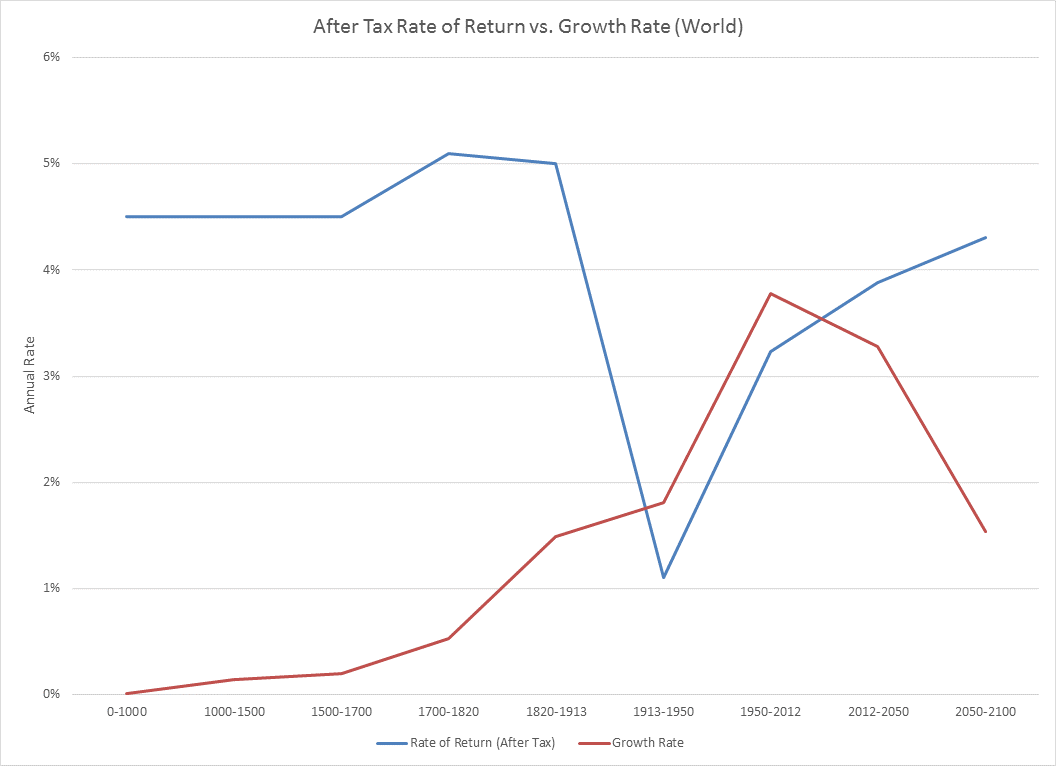
Evolución observada de la tasa de retorno del capital y crecimiento económico

El libro argumenta que el mundo de hoy está volviendo hacia el "capitalismo patrimonial", en el que gran parte de la economía está dominada por la riqueza heredada: el poder de esta clase económica está aumentando, amenazando con crear una oligarquía. Piketty cita novelas de Honoré de Balzac, Jane Austen y Henry James para describir la rígida estructura de clases basada en el capital acumulado que existía en Inglaterra y Francia a principios del siglo XIX.
Piketty considera necesario reducir la desigualdad económica para lo que propone un impuesto global progresivo sobre la riqueza de hasta un 2% combinado con un impuesto progresivo sobre la renta que alcance hasta el 80%; aunque reconoce que tal impuesto "sería políticamente imposible".
Piketty cree que la tasa de crecimiento volverá a caer por debajo de la tasa de retorno, y el siglo XXI será una aberración en términos de desigualdad.
Sin ajuste tributario, Piketty predice un mundo de bajo crecimiento económico y extrema desigualdad. Sus datos muestran que a lo largo de largos períodos de tiempo, el rendimiento medio de la inversión sobrepasa los ingresos basados en la productividad por un amplio margen. Rechaza la idea de que los aumentos de productividad resultantes de los avances tecnológicos pueden ser utilizados para devolver un crecimiento económico sostenido. No debemos esperar que surja un "orden más justo y racional" basado en "caprichos de la tecnología" y que el retorno de la inversión pueda aumentar cuando la tecnología pueda ser sustituida por la gente.

## Recepción

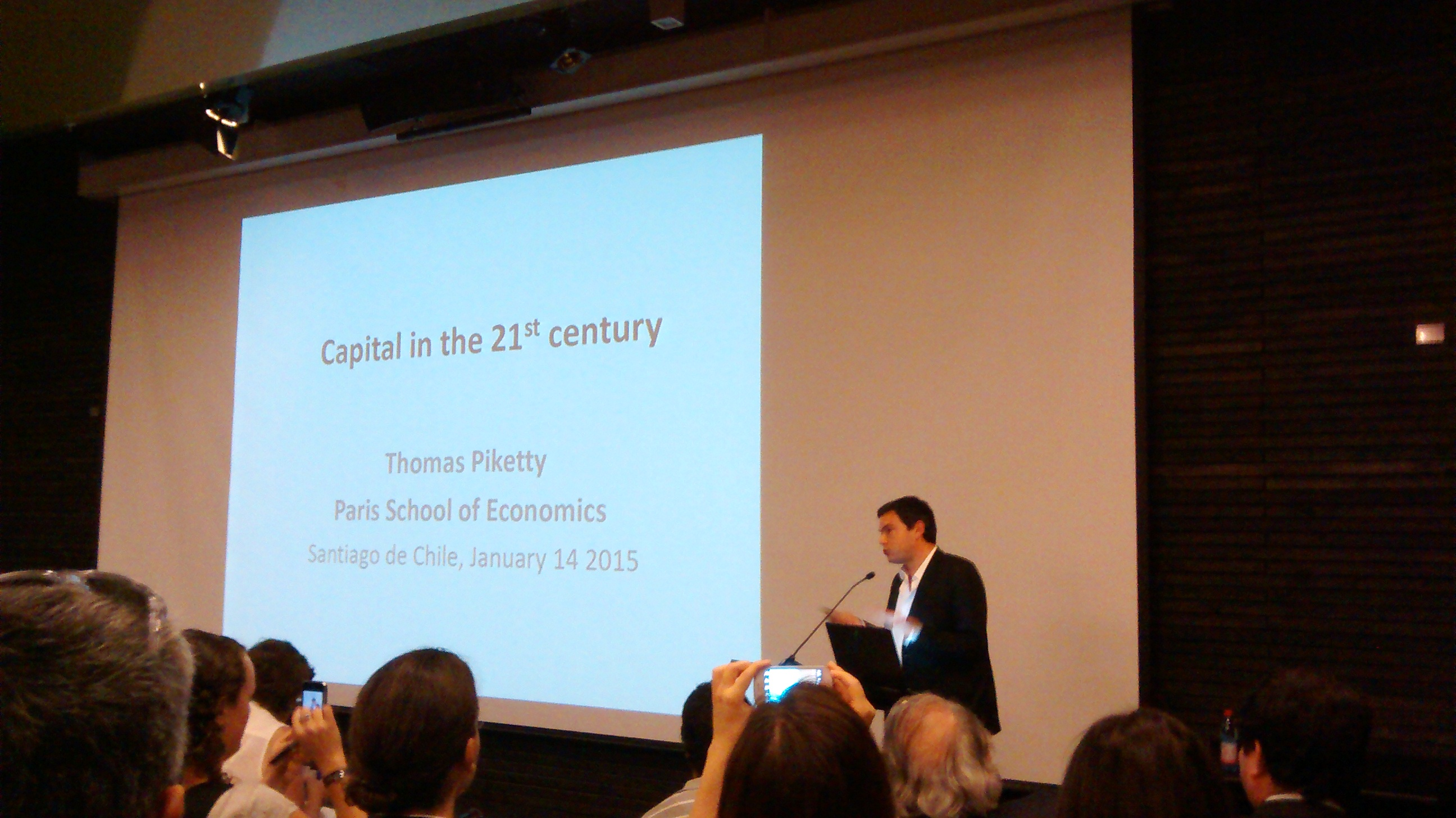
Piketty presentando el libro en Santiago de Chile en 2015.

La publicación del libro de Piketty ha recibido tanto alabanzas y aprobación como críticas tanto en la derecha política como en la izquierda.
Para David Harvey, la tesis de Piketty confirma que el capitalismo de libre mercado, cuando no interviene el Estado para redistribuir la riqueza, produce oligarquías antidemocráticas y, por supuesto, desigualdad. La causa es que la tasa de retorno del capital siempre supera a la tasa de crecimiento de la renta, cuestión que como señala Piketty es y ha sido la contradicción central del capital. Esto ocurre, según Harvey, y critica que no lo señale Piketty, por el desequilibrio de poder entre capital y trabajo. Harvey sostiene que, aunque Piketty señala el período 1932-1980 como excepcional al establecerse la tributación progresiva (implantación del keynesianismo), que permitió mantener la demanda y no impidió el crecimiento, ignoraría la pregunta sobre cómo se mantuvo la demanda a partir de 1980, cuando se confirma el fin del keynesianismo y la fuerte implantación del neoliberalismo thatcheriano, y por tanto la respuesta: la expansión desmesurada del crédito que causará crisis continuas de las que Piketty tampoco da explicación, entre ellas la crisis financiera de 2008 y la crisis económica de 2008-2015.
El éxito excepcional del libro fue ampliamente atribuido a "tratar sobre el tema correcto en el momento adecuado", como dijo The Economist. El propio Piketty reconoció que existe un sentido común de que "la desigualdad y la riqueza en los Estados Unidos se han ido ampliando". El eslogan "Somos el 99%" del Movimiento Ocupar Wall Street habló de desigualdad "el espíritu de nuestra época -una era de crisis aparentemente permanente y de austeridad", como dijo Adam Booth.
El autor británico Paul Mason rechazó las acusaciones de "marxismo blando" como "completamente equivocadas", señalando que Marx describió las relaciones sociales tratando de desvelar las tendencias internas del capitalismo, mientras que Piketty se basa únicamente en categorías sociales y datos históricos. Piketty más bien "colocó una bomba sin estallar dentro de la corriente principal, la economía clásica", concluye.
Otros estudiosos han construido sobre el trabajo de Piketty, como el historiador Walter Scheidel, que concuerda con Piketty en su propio estudio de la desigualdad (The Great Leveler, 2017, en español El gran nivelador. Violencia e historia de la desigualdad desde la Edad de Piedra hasta el siglo XXI, 2020) que la brecha seguirá aumentando a medida que pasen las décadas, pero sostiene que las soluciones de Piketty son insostenibles.

## Evaluación
Paul Krugman llamó al libro una «magnífica y amplia meditación sobre la desigualdad» y «el libro económico más importante del año -y tal vez de la década». Distingue el libro de otros best-sellers sobre la economía, ya que constituye «una erudición seria y que cambia el discurso»".

En un momento en que la concentración de la riqueza y el ingreso en manos de unos pocos ha resurgido como una cuestión política central, Piketty no sólo ofrece una documentación evaluable de lo que está sucediendo, con una profundidad histórica inigualable. También ofrece lo que equivale a una teoría unificada del campo de la desigualdad, que integra el crecimiento económico, la distribución del ingreso entre el capital y el trabajo, y la distribución de la riqueza y el ingreso entre los individuos en un solo marco. [...] El capital en el siglo XXI es un libro extremadamente importante en todos los frentes. Piketty ha transformado nuestro discurso económico. Nunca hablaremos de la riqueza y la desigualdad de la misma manera que antes.
Paul Krugman

Steven Pearlstein lo llamó «un triunfo de la historia económica sobre el modelo teórico matemático que ha llegado a dominar la profesión económica en los últimos años», pero también añadió: «El análisis de Piketty del pasado es más impresionante de lo que sus predicciones para el futuro son convincentes».
Branko Milanović, execonomista del Banco Mundial, calificó el libro como «uno de los libros básicos en el pensamiento económico».
El historiador británico Andrew Hussey calificó el libro de «épico» e «innovador»"y argumenta que demuestra «científicamente» que el movimiento Occupy tenía razón en su afirmación de que «el capitalismo no funciona».
Según Robert Solow, Piketty ha hecho una «contribución nueva y poderosa a un tema antiguo: mientras la tasa de rendimiento supere la tasa de crecimiento, los ingresos y la riqueza de los ricos crecerán más rápido que los ingresos típicos del trabajo».
El historiador y científico político francés Emmanuel Todd llamó a El capital en el siglo XXI una «obra maestra» y «un libro seminal sobre la evolución económica y social del planeta».
The Economist escribió: «Un aumento moderno de la desigualdad tiene nuevos economistas que se preguntan, como lo hicieron Marx y Ricardo, qué fuerzas pueden impedir que los frutos del capitalismo se distribuyan más ampliamente." El capital en el siglo XXI es una [...] Guía autorizada para la cuestión».
Will Hutton escribió: «Al igual que Friedman, Piketty es un hombre de los tiempos. Por los años 70 las ansiedades sobre la inflación sustituyen las preocupaciones actuales sobre la aparición de los ricos plutocráticos y su impacto en la economía y la sociedad [...] La desigualdad, empeorada aún más, pone en peligro el futuro mismo del capitalismo, lo ha demostrado».
Clive Crook, a pesar de ser fuertemente crítico con el libro, reconoció que «es difícil pensar en otro libro sobre economía publicado en las últimas décadas que haya sido elogiado tan unánimemente».

## Crítica

### Crítica del contenido normativo
Un filón de críticas culpa a Piketty por colocar la desigualdad en el centro del análisis sin ninguna reflexión sobre por qué es importante.
Según el columnista del Financial Times, Martin Wolf, simplemente asume que la desigualdad es importante, pero nunca explica por qué. Sólo demuestra que existe y cómo empeora. O como lo expresó su colega Clive Crook: "Aparte de sus otros defectos, Capital en el siglo XXI invita a los lectores a creer no sólo que la desigualdad es importante, sino que nada más importa." Este libro quiere que usted se preocupe por el bajo crecimiento en las próximas décadas no porque eso signifique un aumento más lento de los niveles de vida, sino porque podría empeorar [...] la desigualdad ".
El profesor Hannes H. Gissurarson ve a Piketty como reemplazando aparentemente al filósofo estadounidense John Rawls como el pensador esencial de la izquierda. Critica a Piketty, ya que, a diferencia de Rawls, está "mucho más preocupado por los ricos que por los pobres". Gissurarson admite el "rápido aumento de los ingresos de los super ricos del mundo", pero no ve nada malo en ello si los pobres no se hacen más pobres.
El libertario estadounidense George Leef atacó el trabajo de Piketty como "una disculpa por el uso de la coerción estatal para quitarle la propiedad a algunas personas que supuestamente tienen demasiado", lo que en palabras de Frédéric Bastiat llama "saqueo legal". Desviar más recursos del sector privado voluntario, "generalmente eficiente" y hacia el sector gubernamental coercitivo, "generalmente ineficiente", dice, es un mal arbitraje, especialmente para las personas más pobres.
Piketty no distingue entre tipos diferentes de "Capital" ni de "Trabajo" y los considera como si fueran "homogéneos", cuando en la realidad existen diversos tipos y clasificaciones de estos grandes insumos de la producción. 
De hecho, el capital financiero (inversiones de capital) han tenido pre eminencia al grado de que dominan las preferencias de los inversionistas, comparado con las inversiones en capital físico, sin embargo, el pago a los rendimientos financieros no se contabiliza como pago al factor "capital". 
Por otro lado, el crecimiento de las economías desarrolladas, en las últimas décadas, ha sido más dinámico en el sector terciario, de servicios, con menor dinamismo del sector industrial, donde el factor "Trabajo" que en el análisis de Piketty son solo trabajadores asalariados, es más remunerado, ya que en el sector terciario de la economía, se ubican las personas físicas que "venden" sus servicios profesionales, por lo que estas remuneraciones no se contabilizan como pago al factor trabajo.

### Crítica metodológica
Lawrence Summers critica a Piketty por subestimar los rendimientos decrecientes del capital, que cree que compensarán la rentabilidad del capital y, por lo tanto, establecerán un límite superior a la desigualdad. Summers desafía otro de los supuestos de Piketty: que los beneficios de la riqueza se reinvierten en gran medida. Una relación decreciente de ahorro y riqueza también establecería límites superiores a la desigualdad en la sociedad. De los 400 estadounidenses más ricos en 1982, sólo uno de cada diez permaneció en la lista en 2012, y una proporción cada vez mayor de personas más ricas no han aumentado su fortuna. Además, los ingresos superiores del 1% ahora son en su mayoría salarios, no ingresos de capital. La mayoría de los otros economistas explican el aumento de los ingresos superiores del 1% por la globalización y el cambio tecnológico.
James K. Galbraith critica a Piketty por utilizar "una medida empírica que no está relacionada con el capital físico productivo y cuyo valor en dólares depende, en parte, de la rentabilidad del capital. Galbraith también dice: "A pesar de sus grandes ambiciones, su libro no es el trabajo consumado de la alta teoría que su título, longitud y recepción sugieren."
Daron Acemoğlu y James A. Robinson utilizaron las historias económicas de Suecia y Sudáfrica para demostrar que la desigualdad social depende mucho más de factores institucionales que de los factores de Piketty como la diferencia entre la tasa de rendimiento y el crecimiento. El análisis cruzado de países también muestra que la parte superior del 1% de los ingresos no depende de esa diferencia. Los profesores escriben que las leyes generales, que caracterizan las postulaciones de Piketty, "no son útiles como guía para entender el pasado o predecir el futuro, porque ignoran el papel central de las instituciones políticas y económicas en la configuración de la evolución de la tecnología y la distribución de la Recursos en una sociedad ".
Paul Romer critica que, si bien los datos y el análisis empírico se presentan con una claridad y una precisión admirable, la teoría se presenta con menos detalle. En su opinión el trabajo fue escrito con la actitud "El trabajo empírico es la ciencia, la teoría es el entretenimiento" y por lo tanto es un ejemplo de Matematicismo.
Lawrence Blume y Steven Durlauf criticaron el libro en la Revista de Economía Política por ser "poco persuasivo cuando pasa de la descripción al análisis ... Ambos somos muy progresistas y nos consideramos así. Por lo tanto, nos inquieta que Piketty haya socavado el principio igualitario con argumentos empíricos, analíticos y éticos débiles ".

### Crítica de los conceptos básicos de Piketty
El economista alemán Stefan Homburg critica a Piketty por igualar la riqueza con el capital. Homburg sostiene que la riqueza no sólo abarca los bienes de capital en el sentido de los medios de producción producidos, sino también la tierra y otros recursos naturales. Homburg sostiene que los aumentos observados en los ratios de ingresos por riqueza reflejan el aumento de los precios de la tierra y no una acumulación de maquinaria. Joseph E. Stiglitz apoya esta opinión, señalando que "una gran parte del aumento de la riqueza es un aumento en el valor de la tierra, no en la cantidad de bienes de capital".
Matthew Rognlie, entonces estudiante de postgrado en el M.I.T., publicó un artículo en marzo de 2015 con la Brookings Institution, que argumenta que Piketty no tuvo suficientemente en cuenta los efectos de la depreciación en su análisis de la creciente importancia del capital. Rognlie también encontró que "los crecientes precios de las viviendas son casi enteramente responsables de los crecientes retornos del capital".
El académico marxista David Harvey, al tiempo que elogia el libro por demoler "la visión generalizada de que el capitalismo de libre mercado difunde la riqueza y es el gran baluarte para la defensa de las libertades y libertades individuales", es muy crítico con Piketty entre otras cosas, por su "definición errónea de capital", que Harvey describe como:

"[...] un proceso, no un proceso de circulación en el que el dinero se utilice para ganar más dinero, pero no exclusivamente a través de la explotación de la fuerza de trabajo. Piketty define el capital como el stock de todos los activos de particulares, corporaciones y gobiernos que pueden ser negociados en el mercado sin importar si estos activos están siendo utilizados o no...."

El Fondo Monetario Internacional (FMI) investigó la tesis básica planteada por el libro -que cuando la tasa de retorno sobre el capital (r) es mayor que la tasa de crecimiento económico (g) a largo plazo, el resultado es la concentración de la riqueza - y no encontró ningún apoyo empírico para ello. El economista del FMI, Carlos Góes, encontró que, de hecho, se identificó una tendencia opuesta en el 75% de los países estudiados en profundidad.

### Crítica de las medidas propuestas
Harvey sostiene además que las propuestas de Piketty sobre los remedios para las desigualdades son ingenuas, incluso utópicas, y ciertamente no ha producido un modelo de trabajo para el capital del siglo XXI. Para eso, todavía necesitamos a Marx o su modernidad equivalente". Harvey también achaca a Piketty el hecho de rechazar el Das Kapital de Marx sin haberlo leído jamás.
En una línea similar, el filósofo Nicholas Vrousalis critica los remedios de Piketty por mal interpretar el tipo de política requerida para eliminar las desigualdades criticadas por Piketty y por pensar que son compatibles con el capitalismo.